# Zdzisław Wójcik (inżynier mechanik)

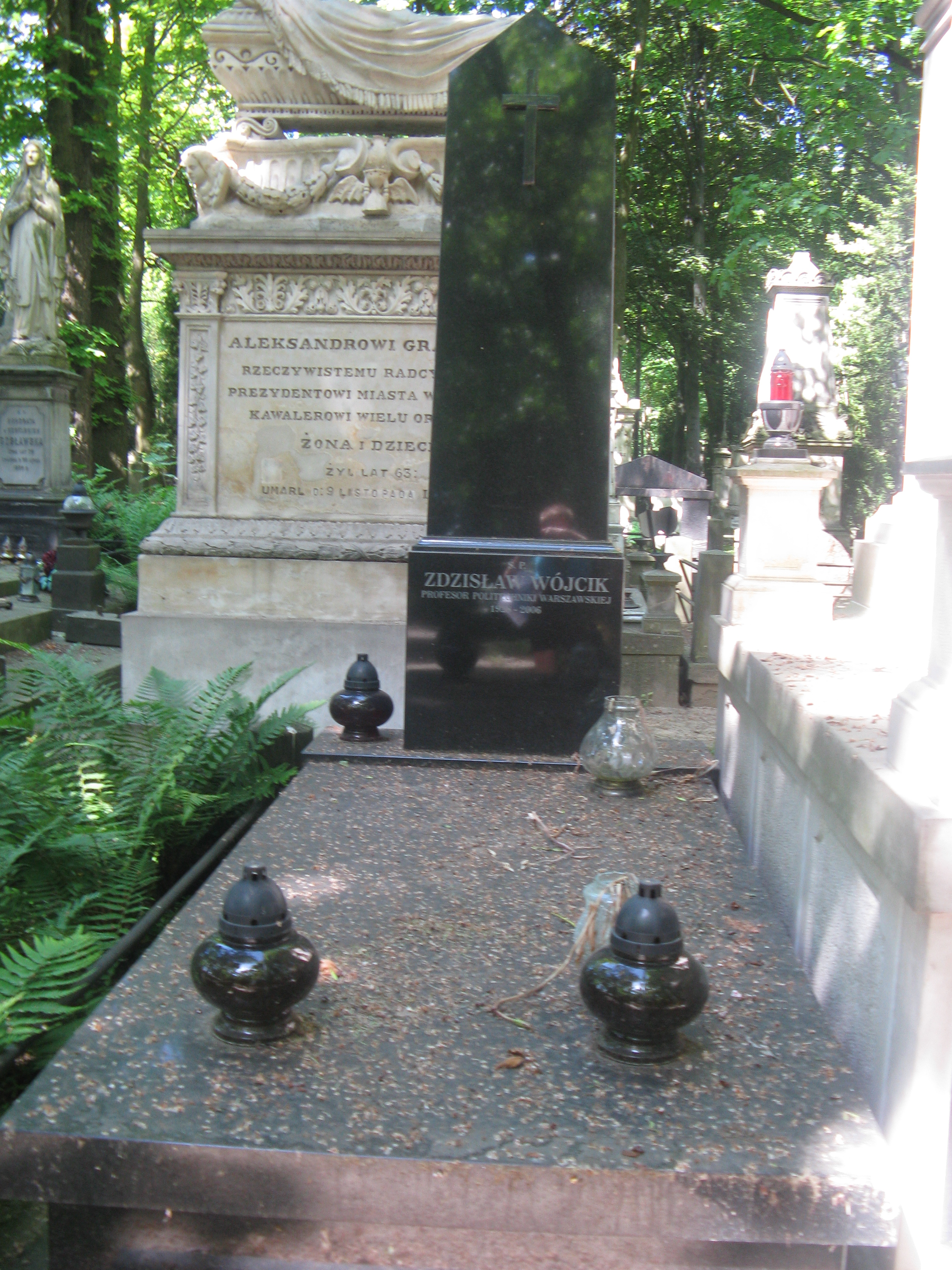
Grób profesora Zdzisława Wójcika na Cmentarzu Powązkowskim

Zdzisław Wójcik (ur. 15 czerwca 1928, zm. 21 stycznia 2006 w Warszawie) – polski uczony, specjalista w zakresie technologii przekładni zębatych stożkowych na Wydziale Samochodów i Maszyn Roboczych Politechniki Warszawskiej. Prodziekan Wydziału, dyrektor Instytutu Podstaw Budowy Maszyn, Profesor Doktor Habilitowany Inżynier PW.

## Życiorys
W 1952 ukończył studia na Wydziale Mechanicznym Politechniki Warszawskiej, a następnie pracował jako konstruktor w Centralnym Biurze Studiów i projektów Transportu Drogowego i Lotniczego. równocześnie pracował jako asystent w Katedrze Eksploatacji Obrabiarek. Od 1955 do 1972 był rzeczoznawcą w Polcaro, równolegle od 1965 pracował w Katedrze Technologii Budowy Samochodów i Maszyn Roboczych na Wydziale Maszyn Roboczych i Pojazdów. Od 1973 do 1975 pełnił funkcję prodziekana ds. Studenckich Wydziału Samochodów i Maszyn Roboczych, od 1975 do 1978 był dyrektorem Instytutu Podstaw Budowy Maszyn PW. W 1979 rozpoczął trzyletnią kadencję prodziekana ds. Dydaktycznych Wydziału Samochodów i Maszyn Roboczych. Od 1990 był kierownikiem Zespołu Technologii i Metrologii Mechanicznej, a następnie kierownikiem Zakładu Technologii Przekładni Stożkowych.
Pochowany na cmentarzu Powązkowskim w Warszawie (kw. 8, rząd 1, grób 5).

## Opracowania i publikacje
Publikacje 